# Danga (socken)
Danga (kinesiska: 旦嘎, 旦嘎乡) är en socken i Kina. Den ligger i den autonoma regionen Tibet, i den sydvästra delen av landet, omkring 510 kilometer väster om regionhuvudstaden Lhasa. Antalet invånare är 1 505. Befolkningen består av 741 kvinnor och 764 män. Barn under 15 år utgör 28,0 %, vuxna 15-64 år 66 %, och äldre över 65 år 4,0 %.
Genomsnittlig årsnederbörd är 608 millimeter. Den regnigaste månaden är augusti, med i genomsnitt 137 mm nederbörd, och den torraste är november, med 6 mm nederbörd.